# 平野区市営住宅殺人事件
平野区市営住宅殺人事件（ひらのくしえいじゅうたくさつじんじけん）とは2011年（平成23年）7月に大阪府大阪市平野区で発生した殺人事件。一審判決では精神鑑定でアスペルガー症候群と診断された男に対して「再犯の可能性が高く、刑務所に収容することで社会秩序の維持にも役立つ」とした判決が波紋を呼んだ（後述）。

## 経緯
2011年（平成23年）7月25日、引きこもり状態の男（当時41歳）が自宅に生活用品を届けに来た姉（当時46歳）を刺殺し、殺人容疑で逮捕された。
男は小学校高学年の頃から不登校になり、以後約30年間引きこもるようになった。転校することなどを聞き入れなかったのを全て姉のせいだと逆恨みして事件を起こした。
大阪地検は男に精神鑑定を実施した結果、アスペルガー症候群と診断された。しかし、刑事責任能力に問題はないと判断して男を殺人罪で起訴した。

## 刑事裁判

### 第一審・大阪地裁
弁護側は精神鑑定で男にアスペルガー症候群があり心神耗弱状態だったとして保護観察付きの執行猶予を求めていた。一方で検察側は懲役16年を求刑した。
2012年（平成24年）7月30日、大阪地裁（河原俊也裁判長）は「家族が同居を望んでいないため社会の受け皿がなく、再犯の可能性が心配される。許される限り刑務所に収容することが社会秩序の維持にも役立つ」として検察側の求刑を上回る懲役20年の判決を言い渡した。弁護側は「保安的観点に傾いた判決。精神障害を認定しながら量刑が重い方向になっているのは容認しがたい」として判決を不服として控訴した。

### 控訴審・大阪高裁
2013年（平成25年）1月29日、大阪高裁（松尾昭一裁判長）で控訴審初公判が開かれ、弁護側は「障害を重罰化の理由としたのは偏見による誤り」と述べて一審判決の破棄を主張、検察側は控訴棄却を求めて即日結審した。
2013年（平成25年）2月26日、大阪高裁（松尾昭一裁判長）は「一審判決はアスペルガー症候群の影響を正当に評価していない」とした上で「十分に反省を示せないのは同症候群の影響。それなりの反省を深めつつあり、再犯可能性を推認させる状況でない」として一審判決を破棄し懲役14年の判決を言い渡した。弁護側は判決を不服として上告した。

### 上告審・最高裁第一小法廷
2013年（平成25年）7月22日、最高裁第一小法廷（山浦善樹裁判長）は弁護側の上告を棄却する決定を出したため、二審・大阪高裁の懲役14年の判決が確定した。

### 判決への評価
一審で求刑より重い判決が出たことに対し、日本大学名誉教授・板倉宏は「障害がある場合、量刑が軽くなるケースが大半。法律の専門家からすれば違和感が残る」と指摘した。
また、日本発達障害ネットワーク理事長・市川宏伸は「アスペルガー症候群の人は反省していないのではなく、言われることが分かっていないだけだ。裁判員の理解がないとこういう結果になりやすく、裁判員制度が始まるときに心配していたことが起こった」と裁判員裁判における懸念点を挙げながら批判した。